# كاظم السعدي
كاظم السعدي (ق. 1948 - 25 نيسان 2023) هو شاعر غنائي عراقي، بدأ في سبعينات القرن العشرين، كتب أغاني ذات شهرة لبعض فناني الغناء العراقي ثم العربي، عمل في مجال الشعر الغنائي والصحافة، غادر العراق سنة 1995م إلى الإمارات العربية المتحدة، وظل هناك أكثر من 20 سنةـ تعامل فيها مع فنانين عراقيين وعرب، عاد بعدئذٍ إلى العراق سنة 2019م.

## النشأة
كاظم السعدي من أهل بغداد، في محلة الدوريّين في صوب الكرخ، وُلد في البصرة، وجذوره من ميسان. حاصل على الدبلوم العالي من كلية الفنون الجميلة اختصاص المسرح.

## الصحافة
بدأ السعدي عمله الصحافي في العراق سنة 1976م حتى سنة 1990، ترأس في تلك الفترة قسم الموسيقى والغناء في مجلة فنون، وعمل في مجلة ألف باء من سنة 1990 حتى سنة 1995، هاجر بعدئذٍ إلى الأردن، ثم الإمارات، التي عمل فيها لمجلة فواصل وجريدة العرب اللندنية. عمل السعدي في مجال التمثيل، واشترك في تمثيل عدة مسرحيات، ابتدأها مع «فرقة مسرح الصداقة» التي كان فيها عدة فنانين يساريين، ومن المسرحيات التي مثل فيها مسرحية «كشخة ونفخة» سنة 1981م.

## قصائده
تجاوزت المسيرة الفنية للسعدي 50 عاماً، كتب شعراً غنائياً وطنياً ورومانسياً لعدة مطربين عراقيين ثم عرب، وتعامل مع مغنين من جيل السبعينات والثمانينات والتسعينات الميلادية قبل أن يتوجه إلى الإمارات حيث استمر تعامله مع العراقيين وتوسع إلى العرب فتعامل مع جيل الألفية الثالثة، قال السعدي إنه أعجبته حِرفية كاظم الساهر، وراشد الماجد الذي يملك إحساساً قوياً بالكلمة، وقال إن الفنان الأقرب له هو وليد الشامي «الذي شكل معه ثنائياً ناجحاً وأوصل صوره الشعرية وخدم أشعاره، سواء من خلال الأغاني التي غناها وليد بنفسه أو الأغاني التي لحنها وغناها غيره من النجوم»، حيث اعتبر أنه يشكل مع وليد الشامي ثنائياً ناجحاً، قال وليد الشامي عن لغة كاظم السعدي «متفائل دائمًا بتعاونه مع السعدي من ناحية الأشعار والكلمة ذات المصطلحات العراقية»، كتب السعدي بعدة لهجات، نقلت جريدة البينة الجديدة عن السعدي قوله «كثير من المطربين العرب يطلبون مني أن أعطيهم نصا عراقيا بالرغم من كتابتي لنصوص عدة بلهجات بلدانهم ومنهم أصالة نصري وهاني شاكر»، وفي يوم 18 كانون الأول سنة 1997 قال علي عبد الأمير إن كاظماً السعدي «خفف كثيراً من (محليّة) المفردة العراقية في نصّهِ الغنائي لتصبح أكثر سعة وقبولاً عند آخرين»، يعتبر السعدي أن رفيق دربه وابن جيله كريم العراقي هو المنافس العراقي الوحيد له، وأن كريم العراقي يستفزه من خلال أشعاره، جاعلاً إياه في بحث مستمر عن تقديم الأفضل، ذكر السعدي في مقابلة صحفية سنة 2012 أنه يرى أن الأغنية العراقية بألف خير، وأصبحت مطلوبة الآن أكثر من أي وقت مضى، أما الأغنية المشوهة فهي إن وجدت أحياناً فإنها تمرّ مرور الكرام، وأن الفن العراقي معروف برصانته ويتميز بالشجن، وألقى السعدي بعض اللوم على نصرت البدر معتقداً أن لنصرت ألحاناً جميلة، لكنه سبب لتردّي الأغنية العراقية، كتبَ السعدي أغاني وأناشيد للحزب الشيوعي العراقي، منها أغنية «عمي يا بو جاكوج»، و«اليمشي بدربنا شيشوف»، و«لا تسألني عن عنواني»، وكتب عدة أغاني معبّرة لحرب القادسية الثانية.
| الأغنية          | المغني           | وصف |
| ---------------- | ---------------- | --- |
| حبني حبيبي       | عارف محسن وأديبة | أول أغنية كتبها السعدي. |
| ميسور الحال      | كاظم الساهر      | |
| بلاني زماني      | أصيل هميم        | قال كاظم السعدي عن أصيل هميم إنها «كانت في الظل وهذه الأغنية سبب شهرتها وهذه الأغنية كانت بالأصل لراشد الماجد حتى أن التنازل كان باسمه، ولكن كان في ذلك الوقت هو من التزمها فنيا فأعطاها الأغنية». |
| كلنا العراق      | حسين الجسمي      | قال السعدي عن حسين الجسمي قال لي: «محتاج أغنية عن العراق لكني أريدها شعبية على غرار أغنيتي..(بشرة خير)، وأنتظر منك تلفوناً لأنني أعرف عنك أنك سريع البديهية والكتابة، فكتبت الدخول حبَيْبه أم كذيله. رائعة وجميلة. ألف ليلة وليلة حب وغرام، فصاح حينها:عاشت إيدك أنا في الاستدوديو تعال بسرعة، عندما دخلت الأستدويو..فسلمته الأغنية كاملة فصُدم قائلاً: إمتى كتبتها؟ أبلغته في الطريق إليك حيث كانت مسافة الطريق ساعة من الزمن. بلّش الجسمي يلحن الأغنية مباشرة وانتهى منها الساعة الرابعة فجراً، كنت أتوقع نجاحاً، ولكن ليس بهذا الحجم حيث ذهلت لنجاحها المدوي». |
| أشوفك وين يمهاجر | حاتم العراقي     | قال السعدي لمحرر الشبكة العراقية «أكشف لك سراً: أن أغنية أشوفك وين يامهاجر هي قصتي». |
| أهل العشق دلّوني  | ديانا حاد        | |
| يا ناكر المعروف  | عاصي الحلاني     | قصة تجربة شخصية عاشها كاظم السعدي مع حبيبته. |
| سلامات           | راشد الماجد      | |
| لتعلّي صوتك عليّه  | فايز السعيد      | |

## قيل فيه
- محمد المحاويلي «كاظم السعدي أخطر شاعر غنائي عراقي عرفته وعلاقتي به تمتد طويلاً ولثلاثين عاما مضت حيث يأخذ النص من أفواه الناس المارة به وجميع نصوصه الشعرية سهلت مهمة الملحنين في وضع اللحن والموسيقى لها بطريقة حققت نجاحا كبيرا جداً وسهلت عملهم لان ما جاء في ما كتبه السعدي كأنه قطعة شعرية موسيقية جاهزة وتصل إلى ابعد الحدود».
- جبار فرحان العكيلي، رئيس جمعية الادباء الشعبيين في العراق: «تفتخر جمعيتنا أن يكون فيها هذا الشاعر المبدع العراقي كاظم السعدي المعطاء وصاحب الإنجاز الكبير محلياً وعربياً وما حققه هو طموح لنا نحن كشعراء بأن يصل النص الغنائي باللهجة العراقية إلى معظم الدول العربية وهذا لشيء مفرح وجميل، وقصائد السعدي حفزت المطربين العرب للحصول على نصوص غنائية عراقية تتميز بالمفردة القريبة للمشاعر والاحاسيس».

## دار العجزة
حين عاد السعدي سنة 2019 إلى العراق، احتفت به جمعية الأدباء الشعبيين وقال لهم «وداعاً للغربة، والآن استقر بي المطاف في بلدي العزيز الذي كتبت له وأنا في الغربة لأني لم أكن بعيداً عنه بل لازمني طوال الفترة التي عشتها بالمهجر، وجئت محملاً بأمنياتي وخيالاتي لأعيش ما تبقى من العمر ببلدي الكبير عراق البطولة والأمجاد».
في شهر آذار سنة 2022، انتشرت صورة لكاظم السعدي وهو في دار المسنين في الكاظمية في بغداد، فأثارت ردود أفعال ساخطة لمثل هذا المصير، قال الإعلامي صباح الجاف «كاظم السعدي واحد من أهم الشعراء المؤثرين، لا يكتب نصاً إلا وقد وجد طريقا إلى الشهرة والنجاح، إنه عرّاب أغنية ميسور الحال لكاظم الساهر ويا ناكر المعروف لعاصي الحلاني، وأشوفك وين يا مهاجر لحاتم العراقي، وكلنا العراق لحسين الجسمي وغيرها من الأغاني الشهيرة يجلس وحيداً مقيماً في دار العجزة»، وذكر نشطاء أن دار المسنين التي تؤوي السعدي متواضعة الخدمات، لا يخضع فيها السعدي للرعاية اللازمة. هاجرت عائلة السعدي إلى أمريكا قبل دخوله دار المسنين بعشرين عاماً، ثم انقطعت السبل بين كاظم السعدي وأهله المقيمين في أمريكا المتجنسين بالجنسية الأمريكية، إذ يقول إنه عراقي، ولا يستطيع العراقيون دخول أمريكا بعد أن منعهم الرئيس الأمريكي دونالد ترامب. وفي 28 نيسان سنة 2022، أوعزَ رئيس حكومة إقليم كردستان العراق، نيجيرفان بارزاني بتوفير حياة كريمة في أربيل للشاعر الغنائي كاظم السعدي، وقال مستشار نيجرفان إن «فريقا من مكتب الرئيس يستدل الآن على منزل يليق بمكانة وعطاء السعدي، كما يتجه لتوفير جميع المستلزمات اللازمة لاقامته في أربيل على نفقة الرئيس» (رئيس الإقليم).

## وفاته
توفيَ كاظم السعدي في صباح يوم الثلاثاء 25 نيسان سنة 2023 في منطقة لايف تاورز في مدينة أربيل شمال العراق بسبب مرض.

## وصلات خارجية
- كاظم السعدي.. شاعر أغنية «كلنا العراق» يصل إلى آخر محطاته في دار المسنين